# Sekhukhune (Distrikt)
Sekhukhune (englisch Sekhukhune District Municipality) ist ein Distrikt der südafrikanischen Provinz Limpopo. Der Sitz der Verwaltung befindet sich in Groblersdal. Zeitweise wurde der Distrikt als Greater Sekhukhune bezeichnet. Bürgermeister ist Keamotseng Stanley Ramaila.
Benannt ist der Distrikt nach dem Pedi-König Sekhukhune, der hier im 19. Jahrhundert regierte.

## Gliederung
Die Distriktgemeinde wird von folgenden Lokalgemeinden gebildet:
- Elias Motsoaledi
- Fetakgomo/Greater Tubatse (entstanden 2016 aus der Vereinigung von Fetakgomo und Greater Tubatse)
- Ephraim Mogale
- Makhuduthamaga

## Demografie
Gemäß der Volkszählung von 2011 war die Erstsprache zu 82,25 % Sepedi, 4,38 % isiNdebele, 3,30 % isiZulu, 1,97 % Xitsonga, 1,89 % Setswana, 1,62 % Siswati, 1,22 % Afrikaans und 0,96 % Englisch. Im Jahre 2016 lebten hier 1.169.762 Einwohner auf einer Gesamtfläche von 13.528 km².